# Hideo Ichikawa
Hideo Ichikawa (jap. 市川 秀男, Ichikawa Hideo; * im Februar 1945 in der Präfektur Shizuoka) ist ein japanischer Jazzpianist und Keyboarder.
Ichikawa spielte ab Mitte der 1960er-Jahre in der Tokioter Jazzszene; erste Plattenaufnahmen entstanden 1967 mit dem Akira Miyazawa Quartett (Now's the Time). In den folgenden Jahren arbeitete er u. a. mit George Ōtsuka, Hiroshi Matsumoto und Toshiaki Yokota. 1970 war er (mit Bennie Maupin und Gary Peacock) an Jack DeJohnettes Album Have You Heard? beteiligt. In den 70ern war er bei Plattensessions von Motohiko Hino, Masabumi Kikuchi, Yoshiaki Nasuo, Kazumi Watanabe, Kiyoshi Sugimoto, Joe Henderson (Henderson's Habiliment, 1971), Kenji Mori, Phil Woods, Jimmy Takeuchi, Takashi Mizuhashi, George Kawaguchi, Kazuhiro Matsuishi, Hiroshi Suzuki und Keiko Saijō  beteiligt. 1976 spielte er sein Debütalbum Tomorrow (Three Blind Mice) ein, in Triobesetzung mit Isoo Fukui und Hideo Yamaki, gefolgt von Invitation (RCA, 1976), an dem Shunzo Ohno, Takao Uematsu, Takashi Mizuhashi und Hideo Sekine mitwirkten. Im Bereich des Jazz war er zwischen 1967 und 1995 an 56 Aufnahmesessions beteiligt, u. a. auch mit Roy Haynes und Helen Merrill.

## Diskographische Hinweise
- On the Trade Wind (1977), mit Isoo Fukui, Hideo Yamaki, Osamu Nakajima
- Direct Piano (CBS/SONY 1979), mit Mitsuaki Furuno, Koji Takeda
- The Trinity: Wonderland (1979), mit Isao Suzuki, Masahiko Togashi
- Spirits Trio: Jazz (1994), mit Ikuo Sakurai, Masahiko Togashi